# میسون بلومفیلد
میسون بلومفیلد (انگلیسی: Mason Bloomfield؛ زادهٔ ۶ نوامبر ۱۹۹۶) بازیکن فوتبال اهل بریتانیا است.
از باشگاه‌هایی که در آن بازی کرده‌است می‌توان به باشگاه فوتبال ویتام تاون، باشگاه فوتبال چلمزفورد سیتی، باشگاه فوتبال داگنم و ردبریج، باشگاه فوتبال چتم، باشگاه فوتبال اریث و بلودر، باشگاه فوتبال مالدون و تیپتری، باشگاه فوتبال بیلریکای، و باشگاه فوتبال گرایس اتلتیک اشاره کرد.